# 2'-Deamino-2'-hidroksineamin transaminaza
2'-deamino-2'-hidroksineamin transaminaza (EC 2.6.1.94, kacL (gen)) je enzim sa sistematskim imenom 2'-deamino-2'-hidroksineamin:2-oksoglutarat aminotransferaza. Ovaj enzim katalizuje sledeću hemijsku reakciju
2'-deamino-2'-hidroksineamin + 2-oksoglutarat {\displaystyle \rightleftharpoons } 2'-deamino-2'-hidroksi-6'-dehidroparomamin + L-glutamat
Ova reakcija se in vivo odvija u reverznom smeru.

## Literatura
- Nicholas C. Price; Lewis Stevens (1999). Fundamentals of Enzymology: The Cell and Molecular Biology of Catalytic Proteins (Third изд.). USA: Oxford University Press. ISBN 019850229X.
- Eric J. Toone (2006). Advances in Enzymology and Related Areas of Molecular Biology, Protein Evolution (Volume 75 изд.). Wiley-Interscience. ISBN 0471205036.
- Branden C; Tooze J. Introduction to Protein Structure. New York, NY: Garland Publishing. ISBN 0-8153-2305-0.
- Irwin H. Segel. Enzyme Kinetics: Behavior and Analysis of Rapid Equilibrium and Steady-State Enzyme Systems (Book 44 изд.). Wiley Classics Library. ISBN 0471303097.

## Spoljašnje veze
- 2'-deamino-2'-hydroxyneamine+transaminase на 